# Didelphis aurita
Opossum commun du Brésil
Espèce
Répartition géographique
Statut de conservation UICN

 LC  : Préoccupation mineure
Didelphis aurita, l’Opossum commun du Brésil ou Sarigue du Sud-Est brésilien, est une espèce d'opossums d'Amérique (famille des Didelphidae). On le rencontre en Argentine, au Brésil et au Paraguay.